# Erhardt Island
Erhardt Island är en ö i Kanada.   Den ligger i ögruppen Button Islands i territoriet Nunavut, i den östra delen av landet, 1 800 km nordost om huvudstaden Ottawa.
Trakten runt Erhardt Island är nära nog obefolkad, med mindre än två invånare per kvadratkilometer.